# Kimeru
Kimeru(키메루, 1980년 6월 17일 ~ )은 일본의 가수 및 배우이다. 일본 구마모토현 출신이며 소속사는 앱솔루트 프로덕션이다.

## 개략
2001년 싱글 《You got game?》으로 데뷔하였다. 이후 2003년까지 저조한 활동을 보이다 뮤지컬《테니스의 왕자》의 후지 슈스케 역을 맡으면서 인지도가 크게 상승하였고, 2005년 뮤지컬《테니스의 왕자》를 졸업한 이후 활발한 활동을 보이고 있다. 데뷔곡인 《You got game?》을 비롯해 《Make you free》,앨범 《THE BEGINNING》에 수록되어 있는 곡
《feel my soul ~싸움 속에서~》등이 애니메이션《테니스의 왕자》에 삽입되는 등 특히 《테니스의 왕자》에 관련된 활동이 많다.
2010년 1월 16일 '일본 애니메이션송 아티스트와 함께하는 JMIC'로 내한하였다.

## 음반 목록

### 앨범
1. THE BEGINNING (2003년 11월 27일)
2. glorious (2005년 12월 7일)
3. GALAXY KISS (2007년 1월 10일)

### 싱글
1. You got game? (2001년 12월 5일)
2. Make You Free (2002년 12월 4일)
3. OVERLAP (2004년 2월 25일)
4. Be Shiny (2004년 8월 25일)
5. The Pleasure of Love (2005년 2월 26일)
6. Answer will come (2005년 8월 24일)
7. LOVE BITES (2005년 11월 2일)
8. 恋のパフォマンス~to be with you~(사랑의 퍼포먼스 ~to be with you~, 2006년 4월 19일)
9. STYLE (2006년 7월 22일, 라이브 회장 한정 발매)
10. Timeless (2006년 10월 4일)
11. Starry Heavens (2006년 11월 15일)
12. with you (2007년 5월 16일)
13. 君じゃなきゃダメなんだ (네가 아니면 안돼, 2007년 8월 8일)
14. Junk beat (2007년 10월 31일)
15. 恋してキメル! (??, 2008년 1월 23일)

## 출연 작품
- 뮤지컬 《테니스의 왕자》 (후지 슈스케)
- 뮤지컬 《테니스의 왕자》Remarkable 1st Match 후도미네 (에치젠 료마)
- 뮤지컬 《테니스의 왕자》Dream Live 1st (후지 슈스케)
- 뮤지컬 《테니스의 왕자》More Than Limit 성루돌프 학원 (후지 슈스케)
- 뮤지컬 《테니스의 왕자》in winter 2004-2005 side 후도미네~special match~ (후지 슈스케)
- 뮤지컬 《ROCK'N JAM MUSICAL》
- 뮤지컬 《피핀》